# Хусайнободський джамоат
Хусайнободський джамоат (тадж. Ҷамоати Хусайнобод) — джамоат у складі Темурмаліцького району Хатлонської області Таджикистану. До 16 квітня 2021 року мав назву Каракаміський джамоат.
Адміністративний центр — село Дусті.
До складу джамоату входять 6 сіл:
| Населений пункт | Стара назва | Населення, осіб (2009) | Населення, осіб (2010) |
| --------------- | ----------- | ---------------------- | ---------------------- |
| Бустон          | Каракамиш   | -                      | -                      |
| Гулдоман        | -           | -                      | -                      |
| Дахані-Намак    | Даханінамак | -                      | -                      |
| Дусті           | Шулупта     | -                      | -                      |
| Фалхобод        | Фалхабад    | -                      | -                      |
| Чинор           | -           | -                      | -                      |